# Errol Trotman-Harewood
Errol Trotman-Harewood (* 25. Januar 1955 in New Amsterdam, Berbice, Guyana) ist ein guyanischer Schauspieler.

## Leben
Errol Trotman-Harewood wurde 1955 geboren.
Nach seiner Übersiedelung nach England absolvierte er eine Ausbildung in Schlagzeug und Percussion an der Royal Military School of Music in London. Anschließend arbeitete er als Armeemusiker.
1977 kam er mit der Royal Armee nach Fallingbostel in Niedersachsen. Nach seiner Armeezeit blieb er in Deutschland und arbeitete hier als Musiker, Musiklehrer, Big-Band-Leiter und Moderator für RTL. 1983 erhielt er einen Drei-Jahres-Vertrag am Westfälischen Landestheater. Dort wurde er auch als Theaterschauspieler entdeckt. 1998 kam er dann zum Film.

## Filmografie
- 1999: Straight Shooter
- 1999: Der Clown
- 2002: Joe and Max – Rivalen im Ring
- 2003: Bookies
- 2003: September
- 2004: (T)Raumschiff Surprise – Periode 1
- 2004: Das Zimmermädchen und der Millionär
- 2004: Welcome Home
- 2004: Not a Lovestory
- 2005: Ums Paradies betrogen
- 2006: Leroy räumt auf
- 2006: Trigger Tiger
- 2007: Das 100 Millionen Dollar Date
- 2009: Lippels Traum
- 2009: Der Kapitän
- 2009: American Night
- 2010: Der Ghostwriter
- 2010: Kreutzer kommt
- 2012: Sprinter – Haltlos in die Nacht
- 2012: Jans Body
- 2000–2013: Tatort
  - 2000: Kalte Herzen
  - 2008: Tod einer Heuschrecke
  - 2013: Der Eskimo
- 2014: Das Traumschiff: Mauritius
- 2015: SOKO Wismar
- 2015: Deutschland 83
- 2015: Solness
- 2016: Guy
- 2016: Antonio, ihm schmeckt’s nicht!
- 2017: Surfaces
- 2017: Just Call Me God: A Dictator’s Final Speech
- 2017: Arthur & Claire
- 2017: Pandora
- 2018: Die Inselärztin: Notfall im Paradies
- 2017–2018: Greenhouse Academy
- 2019: Death in Paradise
- 2019: Alarm für Cobra 11 – Die Autobahnpolizei
- 2020: Frieda: Coming Home
- 2020: Thin Ice
- 2021: Der Beschützer
- 2022: Homeshoppers’ Paradise
- 2023: Baghdad Messi
- 2023: The Last Boy on Earth
- 2024: Tod in Mombasa
- 2024: Monster on a Plane
- 2024: Xun Long Jue · Mi Zong
- 2024: Die Zweiflers